# Hiderabad
Hiderabad (ISO: Haidarābād, teluško: [ˈɦaɪ̯daɾaːbaːd] , urdujsko: [ˈɦɛːdəɾaːbaːd]) je velemesto na severnem delu juga Indije, glavno mesto federativne države Telangana, ki stoji ob reki Musi na Dekanski planoti. S 6,9 milijona prebivalcev ožjega mestnega območja (po popisu leta 2011) je četrto največje mesto v Indiji, metropolitansko območje pa je z 9,7 milijona prebivalcev šesto največje. Večina sosesk je posejana po hribovitem ozemlju okrog množice umetnih jezer severno od središča mesta, med njimi je znano denimo jezero Husein Sagar.
Mesto je zgodovinsko znano po industriji biserov, zdaj pa je pomembno raziskovalno, industrijsko, izobraževalno in finančno središče regije. Pod britansko vladavino je Hiderabad služil kot prestolnica istoimenske knežje države, po osamosvojitvi Indije pa glavno mesto novoustanovljene federativne države Andra Pradeš. Takrat je bila v mestu vzpostavljena tudi zimska rezidenca predsednika Indije. Leta 2014 je bilo ozemlje novoustanovljene države Telangana izločeno iz ozemlja Andra Pradeša, Hiderabad pa je po začasni, 10 let veljavni ureditvi služil kot glavno mesto obeh.